# Federazione Impiegati Operai Metallurgici
La Federazione Impiegati Operai Metallurgici (FIOM) è il sindacato dei lavoratori operanti nelle imprese metalmeccaniche che fa capo alla Confederazione Generale Italiana del Lavoro (CGIL). Fondato nel 1901, è il più antico sindacato industriale italiano. Le altre sigle confederali dei metalmeccanici sono la FIM (CISL) e la UILM (UIL).
L'attuale segretario generale è Michele De Palma (dal 6 aprile 2022). Nel 2009 gli iscritti erano 363 559.

## Storia
Nacque a Livorno il 16 giugno 1901 con il nome di Federazione Italiana Operai Metallurgici. Nel 1906 partecipò alla fondazione della Confederazione Generale del Lavoro (CGdL, oggi CGIL). Firmò nel 1919 il primo accordo nazionale con i rappresentanti degli industriali, che prevedeva, tra l'altro, la riduzione dell'orario di lavoro a 48 ore settimanali (8 ore al giorno per sei giorni alla settimana).
Dopo il fascismo fu rifondata, nell'ambito della nuova CGIL unitaria, con il IX Congresso che si tenne a Torino nel 1946, presieduto da Giovanni Roveda, e durante il quale cambiò il proprio nome in Federazione Impiegati Operai Metallurgici, lasciando invariata la sigla ma allargando la propria rappresentanza. Il primo contratto nazionale del dopoguerra venne firmato nel 1948, ma il contratto più importante della sua storia è quello del 1970, con il quale l'orario di lavoro passò da 44 a 40 ore alla settimana e il sindacato acquistò piena legittimazione all'interno delle fabbriche.
In più di un secolo di storia, la FIOM è stata guidata da alcuni dei più importanti sindacalisti italiani, tra i quali Bruno Buozzi, Giovanni Roveda, Luciano Lama, Vittorio Foa, Bruno Trentin e Sergio Garavini.

### Il XXI secolo
Nel 2002 il segretario generale Claudio Sabattini lancia la campagna per un referendum che estenda a tutti lo Statuto dei lavoratori e la riconquista del Contratto Nazionale fabbrica per fabbrica con la firma di pre-contratti. Il referendum si tiene nel 2003, mancando il quorum.
Nei primi mesi del 2006 è riuscita insieme con la FIM (che fa capo alla CISL) e la UILM (che fa capo alla UIL) a concludere la difficile trattativa per il rinnovo del contratto collettivo nazionale della propria categoria, contratto già scaduto da oltre un anno.
Nel 2012 la Fiom è nel comitato promotore per i referendum contro la riforma Fornero dell'Articolo 18 dello Statuto dei Lavoratori, l'articolo della legge 138 del 2011 che consente alle aziende di derogare i contratti collettivi nazionali se sostituiti da aziendali o territoriali e la Riforma delle pensioni Fornero, che nonostante il raggiungimento delle 500 000 sottoscrizioni necessarie non si svolgeranno mai a causa dello scioglimento anticipato delle Camere, avvenuto prima della presentazione delle firme presso la Corte di cassazione.
Ha aderito anche al Comitato “Vota Sì per fermare le trivelle” insieme a Legambiente, Greenpeace, Slow Food, WWF, LIPU, Lega Anti Vivisezione, Arci, Libera, UdU, Coordinamento No Triv, Rete degli Studenti Medi e ad altre associazioni. Il Comitato ha sostenuto il Sì al referendum del 17 aprile 2016 che avrebbe abrogato la parte della Legge di Stabilità che permette il rinnovamento fino all'esaurimento dei giacimenti di idrocarburi delle concessioni di estrazione entro le 12 miglia dalla costa italiana. Il Referendum, richiesto da dieci presidenti di regione, ha visto l'85,85% dei Sì, contro il 14,15% dei No, ma a causa dell'affluenza di 15 806 488 cittadini pari al 31,19% dei votanti, al di sotto del 50%+1 necessario alla validità della consultazione, l'articolo in questione non è stato abrogato e le concessioni hanno mantenuto pertanto la regolamentazione della Legge di Stabilità 2016.

### Caso FIAT-FIOM sulla rappresentanza sindacale
Nel 2012 la FIOM presenta ricorso ai giudici di Torino, Modena e Vercelli poiché esclusa dalle Rsa per non aver firmato il contratto specifico della Fiat che richiama l'articolo 19 della legge 300 del 1970. La FIOM denuncia
l'incostituzionalità dell'art. 19 dello statuto dei lavoratori per violazione degli artt. 2, 3 e 39 (principio della libertà sindacale) della Costituzione. I giudici sollevano il caso dinanzi alla Corte costituzionale, la Corte il 3 luglio 2013 "dichiara l'illegittimità costituzionale dell'articolo 19, primo comma, lettera b), della legge 20 maggio 1970, n. 300 (Norme sulla tutela della libertà e dignità dei lavoratori, della libertà sindacale e dell'attività sindacale nei luoghi di lavoro e norme sul collocamento), nella parte in cui non prevede che la rappresentanza sindacale aziendale possa essere costituita anche nell'ambito di associazioni sindacali che, pur non firmatarie dei contratti collettivi applicati nell'unità produttiva, abbiano comunque partecipato alla negoziazione relativa agli stessi contratti quali rappresentanti
dei lavoratori dell'azienda"; quindi consentendo la rappresentanza sindacale ai soli firmatari del contratto aziendale, l'art. 19 legge 300/70 contrasta con i valori del pluralismo e della libertà di azione della organizzazione sindacale. Dopo tale decisione, la Fiat ha dichiarato che accetterà la nomina dei rappresentanti sindacali aziendali della FIOM.

## Congressi nazionali
- I Congresso - 16-18 giugno 1901, Livorno
- II Congresso - 17-20 maggio 1903, Milano
- III Congresso - 29-30 settembre e 1-2 ottobre 1907, Bologna
- IV Congresso -  13-16 novembre 1910, Firenze
- V Congresso (straordinario) -  8-9 dicembre 1912, Alessandria
- VI Congresso (straordinario) -  25 giugno 1916, Torino
- VII Congresso - 1-4 novembre 1918, Roma
- VIII Congresso - 27-28 aprile 1924, Milano
- IX Congresso - 5-9 dicembre 1946, Torino
- X Congresso - 28-31 agosto 1949, Firenze
- XI Congresso - 1-5 novembre 1952, Livorno
- XII Congresso - 18-22 gennaio 1956, Genova
- XIII Congresso - 9-13 marzo 1960, Brescia
- XIV Congresso - 7-11 agosto 1964, Rimini
- XV Congresso - 13-18 luglio 1970, Roma
- XVI Congresso - 15-18 maggio 1977, Bologna
- XVII Congresso - 17-21 ottobre 1981, Milano
- XVIII Congresso - 12-15 febbraio 1986, Napoli
- XIX Congresso - 1-4 giugno 1988, Verona
- XX Congresso - 7-9 ottobre 1991, Chianciano
- XXI Congresso - 17-20 giugno 1996, Rimini
- XXII Congresso - 22-25 gennaio 2002, Rimini
- XXIII Congresso - 3-5 giugno 2004, Livorno
- XXIV Congresso - 7-10 febbraio 2006, Montesilvano
- XXV Congresso - 14-16 aprile 2010, Montesilvano
- XXVI Congresso - 10-12 aprile 2014, Rimini

## Segretari generali
| Segretario | Segretario | Segretario         | Mandato        | Mandato        |
| Segretario | Segretario | Segretario         | Inizio         | Fine           |
| ---------- | ---------- | ------------------ | -------------- | -------------- |
|            |            | Ernesto Verzi      | 1 gennaio 1901 | 1 gennaio 1908 |
|            |            | Bruno Buozzi       | 1 gennaio 1908 | 1925           |
|            |            | Arturo Chiari      | 1 gennaio 1945 | 1 gennaio 1946 |
|            |            | Antonio Negro      | 1 gennaio 1945 | 1 gennaio 1946 |
|            |            | Giovanni Parodi    | 1 gennaio 1946 | 1 gennaio 1947 |
|            |            | Giovanni Roveda    | 1 gennaio 1947 | 1 gennaio 1955 |
|            |            | Agostino Novella   | 1 gennaio 1955 | 1 gennaio 1957 |
|            |            | Luciano Lama       | 1 gennaio 1957 | 1 gennaio 1961 |
|            |            | Piero Boni         | 1 gennaio 1961 | 1 gennaio 1977 |
|            |            | Bruno Trentin      | 1 gennaio 1961 | 1 gennaio 1977 |
|            |            | Pio Galli          | 1 gennaio 1977 | 1 gennaio 1985 |
|            |            | Sergio Garavini    | 1 gennaio 1985 | 25 giugno 1987 |
|            |            | Angelo Airoldi     | 25 giugno 1987 | 1 gennaio 1993 |
|            |            | Fausto Vigevani    | 1 gennaio 1993 | 20 giugno 1996 |
|            |            | Claudio Sabattini  | 20 giugno 1996 | 19 aprile 2002 |
|            |            | Gianni Rinaldini   | 19 aprile 2002 | 1 giugno 2010  |
|            |            | Maurizio Landini   | 1 giugno 2010  | 14 luglio 2017 |
|            |            | Francesca Re David | 14 luglio 2017 | 6 aprile 2022  |
|            |            | Michele De Palma   | 6 aprile 2022  | in carica      |

## Iscritti
Numero di iscritti alla FIOM dal 2003.
Nel 2007 i nuovi iscritti sono stati 52 887, il 14,70% del totale.
- 2003: 367 011
- 2004: 363 326
- 2005: 360 655
- 2006: 359 403
- 2007: 359 828
- 2008: 358 853
- 2009: 363 507
- 2010: 362 667
- 2011: 358 722
- 2012: 356 976
- 2013: 351 432

Al congresso del 2023, le donne rappresentano il 28% dei delegati, mentre gli immigrati sono 41.000, pari al 14.7% del totale.